# Nesjavellir

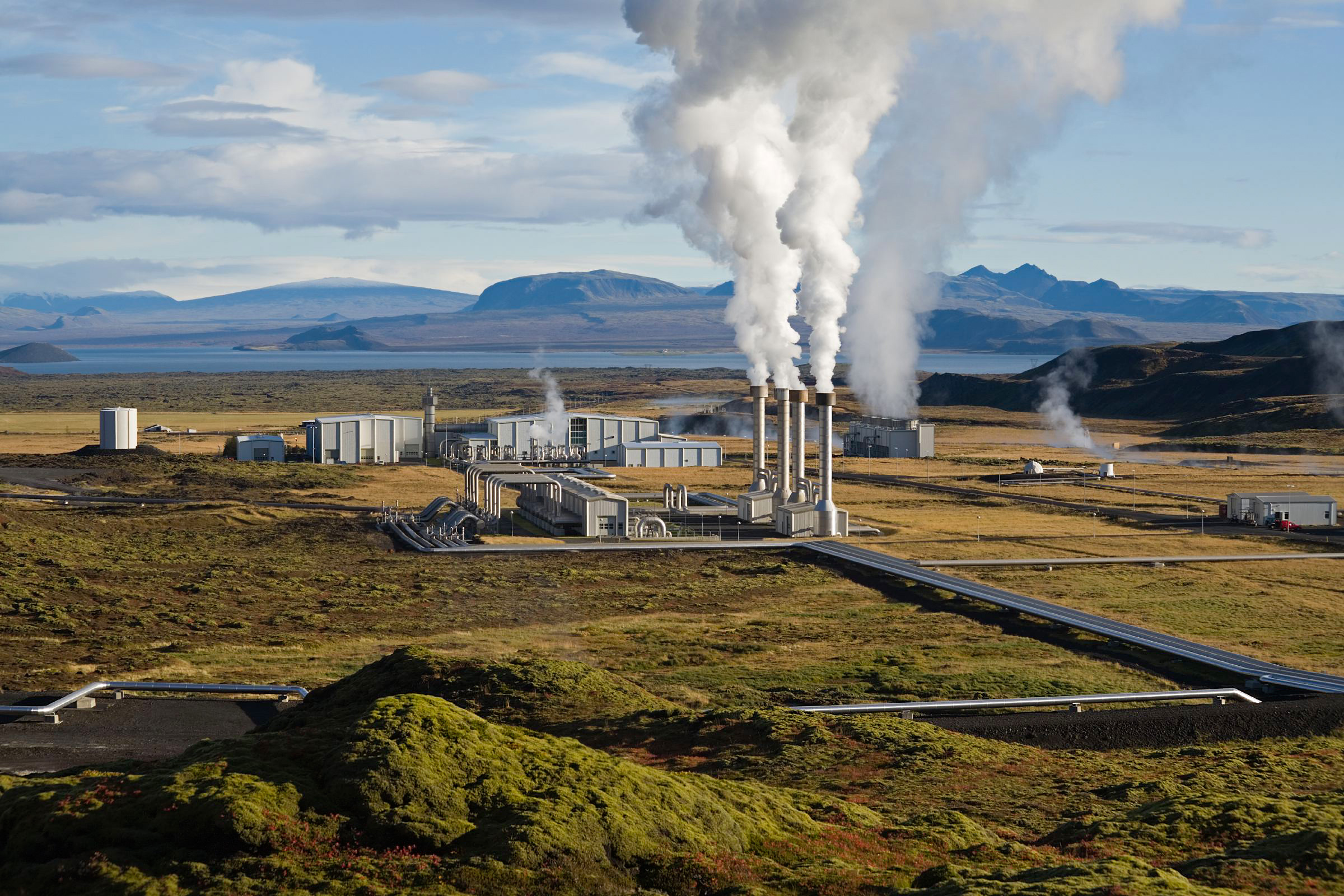
L'impianto di Nesjavellir

Nesjavellir è la seconda più grande centrale geotermica in Islanda. È situata a 177 metri sopra il livello del mare, a sud-ovest del paese, vicino Þingvellir e il vulcano Hengill.
I piani per utilizzare l'area Nesjavellir per lo sfruttamento di energia geotermica iniziarono nel 1947. Le ricerche sono poi continuate dal 1965 al 1986 per arrivare nel 1987 alla costruzione della centrale.
La stazione produce approssimativamente 120 MW di energia elettrica, e fornisce intorno ai 1800 litri di acqua calda al secondo, servendo i bisogni della grande area di Reykjavík.